# 清水孝太郎
清水 孝太郎（しみず こうたろう、1911年5月28日 - 没年不明）は、日本のハードル選手。

## 経歴
早稲田大学出身。1936年ベルリンオリンピックに男子110ｍハードルに出場した。1933年に日本陸上競技選手権大会男子110ｍハードルで優勝した。  